# Chen Yi
Chen Yi o Chen I (en chino tradicional, 陳毅; en chino simplificado, 陈毅; pinyin, Chén Yì; 26 de agosto de 1901 - 6 de junio de 1972) fue un comunista chino, comandante militar y político de la República Popular de China. Chen Yi nació en Lezhi, cerca de Chengdu, en Sichuan, dentro de una familia moderadamente acomodada. 
Camarada de Lin Biao en sus días de guerrilleros, Chen fue comandante del Nuevo Cuarto Ejército, una unidad del Ejército Nacional Revolucionario durante la segunda guerra sino-japonesa (1937-1945). Asimismo, encabezó la contraofensiva de Shandong durante la última fase de la guerra civil china y, luego, comandó los ejércitos comunistas que vencieron a las fuerzas del Kuomintang en Huai-Hai y conquistaron la región baja del Yangtsé en 1948 (véase Campaña del cruce del Yangtsé). 
En 1955, Chen Yi fue nombrado Mariscal (Yuan Shuai) del Ejército Popular de Liberación y, tras la fundación de la República Popular de China en 1949, fue nombrado alcalde de Shanghái. También ejerció de Viceprimer Ministro de 1954 a 1972 y de Ministro de Relaciones Exteriores de 1958 a 1972. También fue presidente de la Universidad China de Asuntos Exteriores de 1961 a 1969. 
En 1967, durante la llamada Revolución Cultural, Chen Yi fue purgado aunque no oficialmente destituido, por lo que Zhou Enlai realizó las máximas tareas diplomáticas en su lugar. 
Finalmente, Chen murió en 1972.